# Lakeside (Iowa)
Lakeside is een plaats (city) in de Amerikaanse staat Iowa, en valt bestuurlijk gezien onder Buena Vista County.

## Demografie
Bij de volkstelling in 2000 werd het aantal inwoners vastgesteld op 484. In 2006 is het aantal inwoners door het United States Census Bureau geschat op 502, een stijging van 18 (3,7%).

## Geografie
Volgens het United States Census Bureau beslaat de plaats een oppervlakte van 0,5 km², geheel bestaande uit land. Lakeside ligt op ongeveer 423 m boven zeeniveau.

## Plaatsen in de nabije omgeving
De onderstaande figuur toont nabijgelegen plaatsen in een straal van 16 km rond Lakeside.